# (7669) Malse
(7669) Malse ist ein Asteroid des Hauptgürtels, der am 4. August 1995 von den tschechischen Astronomen Miloš Tichý und Zdeněk Moravec am Kleť-Observatorium (IAU-Code 046) in Südböhmen auf dem Kleť in der Nähe der Stadt Český Krumlov entdeckt wurde.
Der Asteroid wurde am 11. Februar 1998 nach dem tschechischen Fluss Maltsch benannt, einem rechten Zufluss der Moldau in Tschechien und Oberösterreich, der zur Nordsee und nicht in die Donau entwässert.